# Ј
Ј هو حرف من حروف الأبجدية السيريلية، يستعمل في الصربية، الأذرية، مقدونية، والألطية. وهذا الحرف أستخدم كاستبدال للحرف السيريلي и أو (Й) في أبجدية ووك كاراجيتش، والتي اتهمت بالخضوع للكنيسة الكاثوليكية بقول رهبان الكنيسة الأرثوذكس.

## الاستعمال
في الصربية، والمقدونية، والأذرية، يمثل هذا الحرف النطق "ي"؛ وبما أن الحروف Я (يا)، Є (يي)، Ю (يو) وغيرها لاتستعمل في هذه اللغات، فهي تكتب منفصلة Ja, Je, Jy.
أما في الألطية فهي تمثل الحرف ج.